# Erminia Manfredini
Erminia Manfredini (1948) è un'ex calciatrice e allenatrice di calcio italiana.

## Carriera

### Club
Erminia ha iniziato a giocare nel Cibus Cazzago San Martino di Rodengo-Saiano, società bresciana di Serie B, nel 1972, all'età di 24 anni. Dopo che, nel giro di quattro anni, approda in Serie A con la Cibus che nel frattempo ha cambiato nome diventando Metra Rodengo Saiano.
Giocò in Serie A con la Metra di Rodengo Saiano due stagioni per poi giocare per tre anni al Piacenza, quattro a Verona e due a Gorgonzola.
Nonostante lavorasse anche come commessa, divenne libero della nazionale italiana di calcio femminile fra la fine degli anni 70 e l'inizio degli anni 80 del XX secolo.

### Allenatrice
Dal 2003 è responsabile del settore giovanile del Franciacorta; nelle ultime cinque gare della stagione 2008-2009, diventa allenatrice della squadra maggiore.